# Agustín Iñigo Abad Lasierra

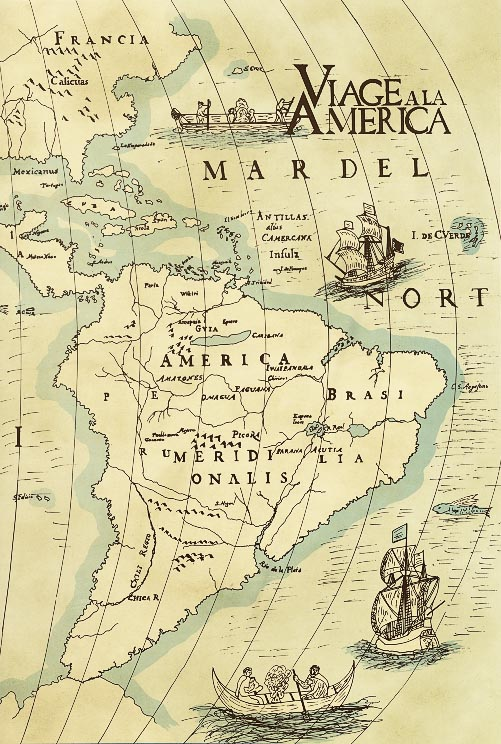
Szkic autorstwa Lasierra z 1773

Agustín Iñigo Abad Lasierra (ur. 19 kwietnia 1743 w Estadilla, zm. 13 października 1813 w Ribarroja) – hiszpański duchowny rzymskokatolicki, w latach 1790-1813 biskup Barbastro, benedyktyn, historyk i geograf. Brat arcybiskupa Manuela Abbad Lasierra.

## Życiorys
Urodził się 19 kwietnia 1745 w Estadilla jako syn Francisco i Maríe Teresa Lasierra, miał starszego brata Manuela (1729-1806), także benedyktyna i arcybiskupa.
W 1775 biskup Puerto Rico Manuel Jiménez Pérez mianował go swoim spowiednikiem i sekretarzem diecezji. W czasie pobytu w Ameryce Łacińskiej wizytował parafie, co wymagało od niego wielu podróży, podczas których spisywał swoje obserwację. Do Hiszpanii powrócił w 1786, a swoje obserwacje zawarł w książce wydanej w 1788. Został mianowany opatem klasztoru w San Pedro Besalú. W lutym 1790 został wybrany przez króla Karola IV biskupem Barbastro, nominacje otrzymał 21 czerwca tego samego roku, sakrę otrzymał miesiąc później 8 sierpnia 1790 z rąk kardynała Francisco Antonio de Lorenzana. Ingres odbył się 17 października 1790. Podczas wojny o niepodległość opowiedział się po stronie Hiszpanii i wykazał patriotyczną postawę. Został wybrany arcybiskupem Walencji, jednak zmarł 13 października 1813 przed oficjalną nominacją.